# Tchoryn
Tchoryn (ukr. Тхорин) – wieś na Ukrainie, w obwodzie żytomierskim, w rejonie owruckim. W 2001 roku liczyła 1277 mieszkańców.